# The Day We Never Met
The Day We Never Met è, per ora, l'ultimo singolo dei Crash Test Dummies estratto dall'album I Don't Care That You Don't Mind nel 2001.

## Tracce
1. The Day We Never Met – 4:17

## Il video
Il video è ispirato al film La finestra sul cortile. Nel video, Brad Roberts interpreta la (fittizia) rock star "Lorenzo Duke" che, a causa di una gamba ingessata, è costretto a stare su una sedia a rotelle nel suo appartamento. Così decide di prendere un binocolo e comincia a spiare le sue vicine di casa. Alla fine, però, viene scoperta da una di loro e quest'ultima raggiunge il suo appartamento e gli porta via la sedia a rotelle, lasciandolo per terra.